# تپه علی‌آباد ۳
تپه علی‌آباد ۳ مربوط به دوره اشکانیان است و در شهرستان دورود، بخش سیلاخور، دهستان سیلاخور، ۲۰۰ متری شمال غربی روستای علی‌آباد واقع شده و این اثر در تاریخ ۲۳ بهمن ۱۳۸۵ با شمارهٔ ثبت ۱۷۱۷۰ به‌عنوان یکی از آثار ملی ایران به ثبت رسیده است.